# 安達曼馬蹄蝠
安達曼馬蹄蝠（学名：Rhinolophus cognatus），是菊頭蝠科家族成員，也是印度安達曼群島特有種。
牠們的自然棲息地是熱帶和亞熱帶的森林，紅樹林，沼澤，主要以昆蟲為食。

## 亚科
- 指名亚种 Rhinolophus cognatus subsp. cognatus K.Andersen, 1906
- Rhinolophus cognatus subsp. famulus K.Andersen, 1918